# Jordi Llorens i Vila
Jordi Llorens i Vila (Barcelona, 1958) és un historiador català, doctorat en història contemporània per la Universitat de Barcelona i catedràtic d'història d'Institut de Batxillerat. Ha publicat un nombrosos estudis relatius als orígens del catalanisme polític, com també de didàctica de la història. Ha col·laborat a Serra d'Or i és integrant del Grup d'Estudis d'Història de la Cultura i dels Intel·lectuals (GEHCI).

## Obres
- Història de Catalunya Grup Promotor-Santillana, Madrid, 1992. Amb Jordi Casassas i Ernest Ferreres
- La Unió Catalanista i els orígens del catalanisme polític (1992)
- El federalisme català (1993)
- La Mancomunitat de Catalunya (1994)
- Liberals, carlins i federals: 1833-1874 (1994)
- La Lliga de Catalunya i el Centre Escolar Catalanista. Dues associacions del primer catalanisme polític (1996)
- Els quadres del primer catalanisme (1882-1900) (2000)